# Josef Petržela
Josef Petržela (* 31. srpna 1965) je československý basketbalista a trojnásobný vicemistr Československa (1989, 1990, 1991).
V československé basketbalové lize hrál za Sparta Praha (1986–1991, 5 sezón), se kterou získal tři stříbrné medaile za druhá místa v československé lize letech 1989 až 1991 a dvě sedmá místa.
S týmem Sparta Praha se zúčastnil 2 ročníků FIBA Poháru Korač v letech 1989–1991, zaznamenal 13 bodů ve 4 zápasech.   
Po skončení basketbalové kariéry se věnuje podnikatelské činnosti. Je také trenérem s licencí FIBA.

## Hráčská kariéra

### Kluby
- 1986–1991 Sparta Praha – 3× vicemistr (1989, 1990, 1991), 2× 7. místo (1987, 1988)
  - Československá basketbalová liga celkem 5 sezón (1986–1991) a 511 bodů

### FIBA Evropské basketbalové poháry klubů
- Sparta Praha
- FIBA Poháru Korač
  - 1989/1990 vyřazení rozdílem 2 bodů švýcarským Bellinzona Basket (88:83, 73:80)
  - 1990/1991 vyřazení rozdílem 5 bodů ve skóre řeckým Panathinaikos Atheny (64:72, 75:72)
  - Josef Petržela celkem 13 bodů ve 4 zápasech FIBA evropských pohárů klubů

## Trenér
- 2012–2013 Sparta Praha, ženy, 1. liga